# Gyrodactyloides baueri
Gyrodactyloides baueri är en plattmaskart. Gyrodactyloides baueri ingår i släktet Gyrodactyloides och familjen Gyrodactylidae. Inga underarter finns listade i Catalogue of Life.